# 李文材
李文材（1959年9月26日—），男，马来西亚政治人物，華裔，祖籍中國福建省泉州市永春縣。为公正党政治局委员兼霹雳州署理主席。他也是前任务边国会议员及马来西亚卫生部副部长。

## 简历
2004年大选，李文材首次获委派为公正党务边国席候选人，虽然没有中选，但他依然在当地继续为务边选民服务。
2008年3月8日，在全国大选中，马华公会当时的国会议员陈祖排退位让贤，由当时的马青署理总团长同时也是马华前总会长林良实长子的林熙隆以新兵姿态为马华守城，对垒第二次在原区上阵的公正党候选人李文材。结果林熙隆只得2万2328票，李文材则有2万9694张票的支持，多数票7千368张。在选民的支持下，李文材当选为务边区国会议员。 

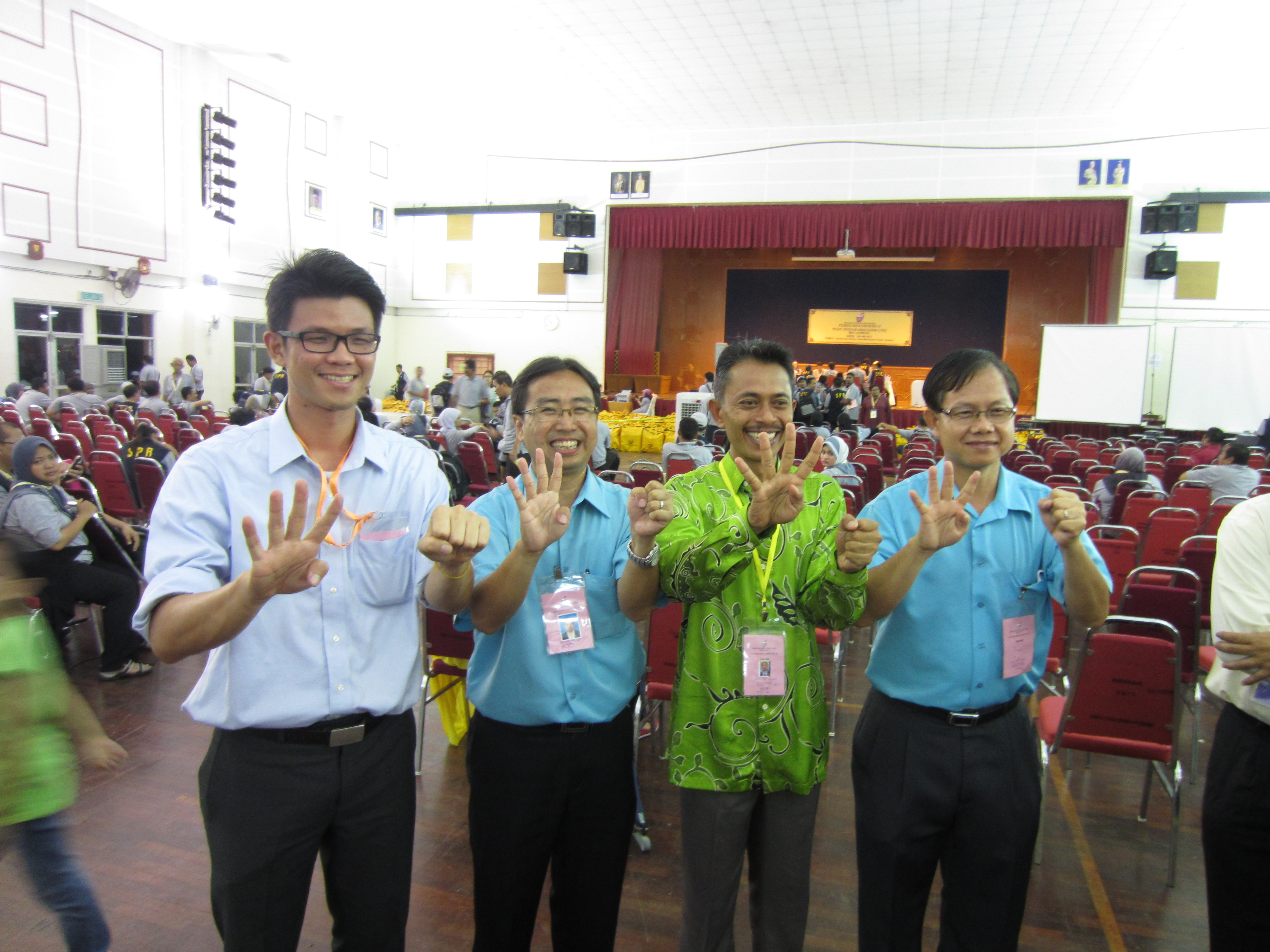
務邊1國3州民聯議員以“4比0”戰胜國陣馬華和巫統候選人。左起為陳家興、鄭立慷、拉茲再諾和李文材。

2013年，在第十三届全国大选，马华派出该党霹雳州联委会秘书拿督陈进明，为务边国会选区候选人，李文材以1万5千309张多数票蝉联务边国会议员，多数票是308大选7千368张的双倍，他以4万7千558票打败得票3万2千249张的陈进明。

## 背景与学历
李文材医生来自柔佛州昔加末县里的一个偏僻小新村－东猛新村，这新村只有70户人口和一间三间课室的微型华小，和多数村民一样、其父母也是靠割胶维生。新村的生活，让他切身体会新村所面对的问题、如缺乏就业机会、缺乏健康娱乐场所与社区中心，基本设施不足等等，加上每年新村拨款严重缺乏，导致新村发展停歇，50年外貌如一日、年青人外流和新村人口老化。中学时于昔华中学就读，1977年毕业。
李文材医生的学术表现优良。在1980年以优秀的高等教育文凭的成绩进入马来亚大学就读于医药学系。过后在国民大学和英国爱丁堡完成内科和心脏专科进修，在1994年定居于怡保执业至今。
| 1985年      | 毕业于马大医学院                                                             |
| 1989年      | 取得英国皇家内科医学院学士                                                   |
| 1990-1991年 | 在英国苏格兰爱丁堡心脏专科受训                                               |
| 1992年      | 马来西亚国立大学医学硕士                                                     |
| 2009年      | 马来西亚国家心脏协会会员（Fellow of National Heart Association of Malaysia） |

## 争议
李文材曾在2018年8月20日表示医生和护士在巡房并讲解病人的情况时只能使用马来语或者英语为沟通语言。这是因为《新海峡时报星期刊》的一篇报导指出马来西亚医药界有一些“讲中文的医生”在巡房并向实习医生讲解病人情况时，仅使用华语或其他方言沟通，尤其是在华人人口多的市区医院，导致不谙中文的实习医生无法理解，影响培训。但他也澄清说，当医生与病人直接沟通时，可以使用另一种病人可以理解的语言。马来人应不能接受家人捐人体器官因为华人并非是清真食用非清真食品所以马来土著应不接受非回教徒捐人体器官。